# Stadion Mathias Stinnes
Das Stadion Mathias Stinnes war ein Fußballstadion mit Aschenbahn im nördlichen Essener Stadtteil Karnap. Es wurde 1925 erbaut, 1950 von der Zeche Mathias Stinnes gekauft und zu einem der modernsten Stadien im Ruhrgebiet ausgebaut. Offiziell fasst es heute noch 9.000 Zuschauer. Benannt ist die Anlage nach dem deutschen Unternehmer Mathias Stinnes (* 1790; † 1845). Hier fanden viele sportliche Aktivitäten statt, hauptsächlich Wettkämpfe unter Bergleuten. Ausgerichtet wurden die Wettkämpfe von den Direktoren der Stinnes eigenen Zechen, die auch die Siegerehrungen vornahmen.

## Geschichte

### 1950–1995
Nachdem das Stadion 1950 ausgebaut und mit einem großen Fest eingeweiht wurde, zog der damals zweitgrößte Essener Sportverein, die TSG Karnap 07 in das Stadion um. Das auf diesem Gelände errichtete Sportheim fasste eine Doppelkegelbahn, die 1954 für sportliche Wettkämpfe feierlich eröffnet wurde. Am 23. September 1956 wurde das erste (inoffizielle) Länderspiel der deutschen Fußballnationalmannschaft der Frauen gegen das DFB-Verbot im Stadion Mathias Stinnes vor 17.000 Zuschauern gegen die Niederlande (2:1) ausgetragen. Die erste Torschützin für eine deutsche Frauenauswahl war Lotti Beckmann.
Nachdem 1995 die TSG Karnap 07 und der zweite Karnaper Verein, die SG Karnap 27, zum FC Karnap 07/27 fusionierten, zog der Verein 1974 an die Bezirkssportanlage Lohwiese um.

### Seit 1995

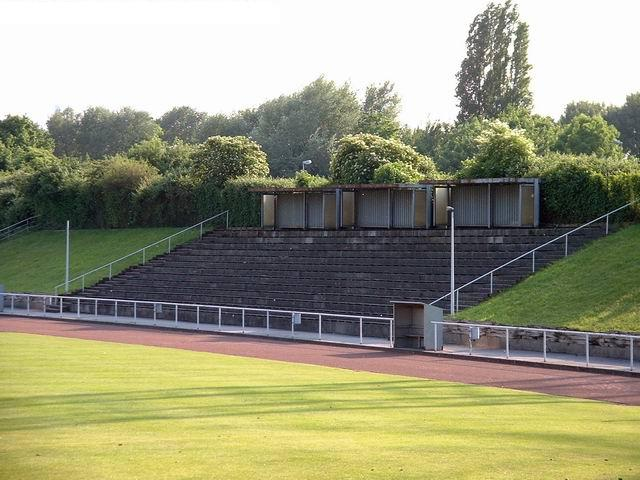
Die Haupttribüne des Stadions im Mai 2007

Das Stadion wurde von dort an von der zweiten Mannschaft von Rot-Weiss Essen genutzt und Stück für Stück abgerissen. Im Jahr 2000 kaufte das Energieversorgungsunternehmen RWE das Stadion, und der Bader SV spielte von diesem Zeitpunkt an in dem Stadion. Außerdem wurden dort Rugby-Verbands- sowie Juniorenligaspiele des Grashof Rugby Clubs Essen ausgetragen. Ende 2006 gab es Pläne, einen Reithof einzurichten, dieser Plan wurde allerdings verworfen. Ab der Saison 2009/10 spielte der Freizeitliga-Verein Rot-Weiß Altenessen (Gruppe 1) an dieser Stelle. Im November 2009 wurde das leerstehende Sportheim abgerissen. Ab dem 11. September 2015 wurde das Gelände zu einem Zeltdorf für Flüchtlinge aufbereitet. Die für den Fußballsport geeigneten Rasen- und Aschenplätze wurden asphaltiert und somit unbrauchbar gemacht. Die geplante Aufnahmekapazität betrug 700 Personen. Ein Teil der Tribüne sowie Bäume wurden für den Bau eines Fluchtweges zerstört. Im November 2016 verließen die letzten Flüchtlinge das Zeltdorf. Nach Aufgabe des Zeltdorfes wurde die Haupttribüne abgerissen. Nur das Haupttor sowie Reste der Tribüne sind noch erhalten.
Mittlerweile verfällt und überwuchert die alte Sportstätte, die früher einmal 30.000 Plätze bot, immer mehr und ist zum Lost Place geworden.